# Tlacolula, Veracruz
Tlacolula är en ort i Mexiko.   Den ligger i kommunen Atzalan och delstaten Veracruz, i den sydöstra delen av landet, 220 km öster om huvudstaden Mexico City. Tlacolula ligger 771 meter över havet och antalet invånare är 438.
Terrängen runt Tlacolula är lite bergig, och sluttar norrut. Runt Tlacolula är det ganska tätbefolkat, med 129 invånare per kvadratkilometer. Närmaste större samhälle är Martínez de la Torre, 19,4 km norr om Tlacolula. Omgivningarna runt Tlacolula är en mosaik av jordbruksmark och naturlig växtlighet.